# 林藤樹
林藤樹（はやし ふじき、1952年2月20日 - ）は日本の財務官僚。税務大学校長などを歴任。血液型はA型。妻は林伴子内閣府政策統括官。

## 来歴
兵庫県西宮市出身（父は大阪府、母は京都府）。東京大学工学部卒業後は同大学工学系研究科修士課程を修了。在学中、司法試験合格、国家公務員上級試験（法律）合格。1977年4月 大蔵省入省（大臣官房文書課）。1979年6月 日本貿易振興会（ロンドン・スクール・オブ・エコノミクス留学）。1981年7月 主税局総務課総務第一係長。1983年7月 館林税務署長。その後は主計局総務課長補佐（企画）、主計局主計官補佐（総理府第二係主査）などを務める。2003年8月 金融庁証券取引等監視委員会事務局総務検査課長。2004年7月 財務総合政策研究所次長。2005年7月 預金保険機構総務部長。2007年5月 税務大学校長。2009年7月 退官。同年8月 独立行政法人住宅金融支援機構監事（2013年3月まで）。